# Rhabdotorrhinus leucocephalus
Rhabdotorrhinus leucocephalus е вид птица от семейство Носорогови птици (Bucerotidae). Видът е почти застрашен от изчезване.

## Разпространение
Разпространен е във Филипините.